# Gato-conejo
Un gato-conejo, gatonejo, conegato o incluso ganejo es un híbrido ficticio e hipotético entre un gato y un conejo.
Los gatonejos han aparecido en  ilustraciones, historias fantásticas y cómics, aunque a veces se ha postulado su existencia real. Las observaciones de supuestos gatonejos se pueden atribuir a gatos que por algún motivo carecen de cola, a gatos con esa y otras malformaciones congénitas, y a simples bulos, ya que es genéticamente imposible que un gato y un conejo puedan producir descendencia juntos. A la incompatibilidad genética se suman otros obstáculos, como los diferentes hábitos de apareamiento y las diferencias en la biología y la anatomía de ambos animales.

## Justificación científica de la imposibilidad de una cruza entre gato y conejo
Curiosamente, los intentos de apareamiento entre conejos y gatos ocurren, debido a que ambos animales conviven a menudo en entornos domésticos. Sin embargo, si bien es posible lograr que animales de dos especies diferentes se apareen y tengan crías híbridas, para que ocurra esto último es necesario que ambos padres pertenezcan a especies cercanas. Es conocido, por ejemplo, que es posible aparear una yegua con un burro para obtener una mula, que presenta características intermedias entre ambos; pero caballo y burro pertenecen al mismo género y son, por lo tanto, muy cercanos genéticamente. Entre los gatos y los conejos, en cambio, existe una distancia genética mucho mayor, ya que no solo pertenecen a distintos géneros y a distintas familias, sino a distintos órdenes (Carnivora y Lagomorpha, respectivamente).
Además, la biología reproductiva de ambos animales no es del todo compatible. Por ejemplo, los tiempos de gestación de ambas especies no coinciden: los conejitos nacen tras 30 a 31 días de desarrollo y los gatitos alrededor de los 63.
Recientemente se han realizado experimentos de transferencia nuclear de material genético que arrojan más luz sobre esta cuestión. El propósito de estas investigaciones es saber si es posible implantar material genético de los núcleos de las células de la piel de una especie amenazada de extinción (panda gigante, antílope tibetano, etc.) en oocitos (óvulos inmaduros) de alguna especie doméstica ampliamente disponible, para así producir numerosos embriones de la especie amenazada. Uno de estos estudios involucró intoducir ADN de panda en óvulos de conejo, y también, como prueba, ADN de gato doméstico en óvulos de conejo. Se esperaba que estos óvulos panda-conejo y gato-conejo fueran capaces de implantarse y desarrollarse en el útero de 21 gatas. Sin embargo, aunque algunos de ellos se desarrollaron un poco, ninguno de los embriones gato-conejo sobrevivió más de 48 días en el útero de las gatas. En caso de haberse convertido exitosamente en crías, de todas formas, no hubiesen sido híbridos, ya que la totalidad del material genético era de gato doméstico; pero el experimento muestra que los óvulos de conejo no se implantan fácilmente en un útero de gato.
Aun si se pudiese obtener un embrión híbrido o quimérico de gato y conejo, cabe preguntarse si la anatomía del animal resultante sería compatible con la vida. A este respecto se ha señalado que el conejo es herbívoro y el gato carnívoro, lo que se refleja en características muy diferentes, como el comportamiento, el tipo de dentadura, las uñas convertidas en garras o no, la longitud de los intestinos, la capacidad o incapacidad para digerir la celulosa de las plantas, etc.

## Explicación de las observaciones de supuestos gatonejos

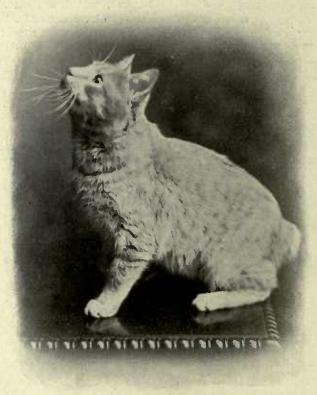
Fotografía de un gato manx anaranjado de alrededor de 1900.

### Gatos Manx o mutaciones similares
La primera mención escrita de un supuesto híbrido entre gato y conejo se encuentra en el libro An Historical and Statistical Account of the Isle of Man (‘Un recuento histórico y estadístico de la Isla de Man’), escrito en 1845 por Joseph Train, inspector de impuestos y anticuario aficionado de Galloway (sudoeste de Escocia). En esta obra, Train dedica algunos párrafos a los gatos típicos de la isla, y describe a un ejemplar de su propiedad como un híbrido:

Mis observaciones sobre la estructura y hábitos del espécimen en mi posesión me dejan pocas dudas de que se trata de un híbrido, es decir de una cruza entre una gata y un conejo macho. En agosto de 1837 me hice traer una gatita rabona directamente desde la isla. Tanto en apariencia como en hábitos difiere mucho del gato doméstico común: la cabeza es más pequeña en comparación, y el cuerpo es corto; un pompón o mechón, como el de un conejo, que se extiende a partir de las vértebras inferiores, es la única evidencia que posee de una cola. Las patas traseras son considerablemente más largas que las del gato común y, al compararlas con las patas delanteras, presentan una marcada similitud en cuanto a proporción con las de un conejo. También como este animal, cuando se dispone a pelear salta desde el suelo y golpea con sus patas anteriores y posteriores al mismo tiempo. El gato común golpea solo con sus patas anteriores, irguiéndose sobre sus patas traseras. El gato rabón descarga su orina de pie, como un conejo, y puede ser transportado por las orejas aparentemente sin dolor. Como todas las especies felinas, es carnívoro y gusta del pescado, y es implacable enemigo de ratas y ratones.

Actualmente estos gatos constituyen la raza Manx, que es característica, si no nativa, de la isla.
Los gatos Manx y otros gatos que presentan mutaciones de ausencia de cola o cola corta explican muchos de los supuestos hallazgos y observaciones de gatos-conejos. La mutación que causa la ausencia de la cola también puede provocar anomalías esqueléticas y/o nerviosas que dan como resultado que el gato avance a saltos y tienda a adoptar una postura plantígrada. En otros tiempos esto era aceptado por los criadores como una característica del gato Manx, pero ahora se considera una falta grave en las exposiciones, y ya no forma parte del estándar de la raza. Los criadores modernos de gatos Manx tienen cuidado de reproducir solamente aquellos ejemplares que tengan una locomoción normal.[cita requerida]
Se proporcionan a continuación un par de citas que describen la locomoción de los gatos Manx de acuerdo con el antiguo estándar, así como la persistencia de la creencia de que se trataba de híbridos con conejo:

Hay varios detalles de un Manx que lo hacen cualquier cosa menos ordinario. El principal es, por supuesto, su falta de cola; pero esto no es todo. No solo debe carecer un Manx de cola, sino que realmente debe ser más corto de vértebras o de columna; es decir que debe haber un hueco donde normalmente comenzaría la cola. Luego está la marcha —un salto de conejo más que un paso—, que es causada por la altura de los cuartos traseros: de acuerdo con el Manx Cat Club, estos «no pueden ser demasiado altos, y la parte de atrás no puede ser demasiado breve, mientras que debe haber una gran profundidad de flanco. La cabeza debe ser redonda y grande, pero no del tipo chato ni persa.»
Grace Cox-Ife, 1948

Ningún gato es más fascinante que el rabón Manx, con su marcha saltarina como la del conejo [...]. Las patas traseras son considerablemente más largas que las delanteras, dando así al gato su peculiar locomoción a saltos; son también el motivo de la teoría razonable, sostenida por algunos sectores, de que el gato Manx es el resultado del apareamiento entre un gato y un conejo.
Rose Tenent, 1955

Se debe tener en cuenta, sin embargo, que la mutación que produce la falta de cola en los gatos es independiente de la raza, ya que un gatito sin cola puede nacer en cualquier camada. Debido al aislamiento o a la cría selectiva se han desarrollado poblaciones apreciables de gatos domésticos sin cola en diversas regiones del mundo, como Crimea, Malasia, Borneo, Tailandia y Japón.
Se han identificado varios problemas de salud asociados a esta condición. Los gatitos afectados tienen un alto índice de mortandad, y muchos de los ejemplares adultos padecen de trastornos físicos graves, como mala motricidad o parálisis en las patas posteriores, incontinencia fecal y urinaria, y espina bífida.

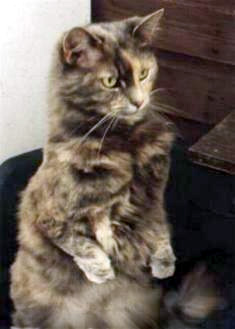
Gata con hipoplasia radial fotografiada en Essex, Reino Unido.

### Gatos con hipoplasia radial y otros defectos
Los gatos poseen normalmente un colgajo de piel suelta que va desde el vientre a los muslos, que cubre sus ingles y su cabeza. Excepcionalmente algunos ejemplares carecen de esta franja de piel, lo que produce el efecto visual de que sus patas son más largas y parecidas a las de un conejo.
Otra mutación que produce una apariencia similar a la de un conejo en los gatos es la hipoplasia, hemimelia o agenesia radial, que afecta sus patas anteriores. En este caso, las patas delanteras del gato son muy pequeñas y a veces torcidas, mientras que sus patas traseras son normales; como las primeras son inadecuadas para caminar, el animal se desplaza mediante saltos cortos. Estos ejemplares también tienden a sentarse sobre sus patas traseras manteniendo las delanteras en el aire, en una actitud que recuerda a un conejo, canguro o ardilla. En idioma inglés, estos gatos son conocidos popularmente como twisty cats (‘gatos retorcidos’) o squittens (contracción de las palabras squirrel y kitten, ‘ardilla’ y ‘gatito’, respectivamente).
En los gatos, esta afección es la expresión de alguno de los genes que causan polidactilia. Mientras que algunos tipos de polidactilia felina no están asociados con este defecto, aquella que produce pulgares con tres falanges sí parece estarlo; esto significaría que la descendencia de los gatos con esta característica puede presentar poco desarrollo del hueso radio (hipoplasia) o directamente carecer del mismo (agenesia).

## Casos recientes con repercusiones mediáticas
En los años 1990, la copropietaria de un establecimiento de cría de gatos y caballos de Marshall (Texas) dedicado a la reproducción de poly-bobs (gatos domésticos sin cola, o con cola corta, y con polidactilia) obtuvo «twisty cats» al cruzar sus gatos entre sí. El caso salió a la luz debido a un programa de televisión. Una parte del público asumió que la mujer criaba estos animales con el fin de venderlos y, dado que la hipoplasia radial representa un trastorno inhabilitante para los gatos, reaccionó enérgicamente, creando una asociación dedicada a conseguir el cierre del criadero. Finalmente la copropietaria del establecimiento explicó que no pretendía vender los ejemplares afectados, sino que los conservaba como mascotas.
A partir de enero de 2011 ganó cierta popularidad el caso de un llamado «conegato» nacido en Villa La Trinidad (provincia argentina de Tucumán). Se trataba de un gato rabón y con las patas delanteras atrofiadas y deformadas. Su dueña declaró que la madre del gatito lo había rechazado al nacer, por lo que había tenido que alimentarlo a mano.
A partir de abril de 2007, diversos medios de prensa latinoamericanos comentaron el caso de un «ganejo» propiedad de una familia de Riohacha, al norte de Colombia, que lo había recibido como regalo. Este gato tenía la cola muy corta y se desplazaba dando saltos.